# Kupa (Ungarn)
Kupa ist eine Gemeinde im Komitat Borsod-Abaúj-Zemplén.

## Geografische Lage
Kupa liegt im Norden Ungarns, 31 Kilometer nordöstlich vom Komitatssitz Miskolc entfernt.
Nachbargemeinden sind Felsővadász 5 km, Homrogd 6 km, Monaj 5 km und Tomor.
Die nächste Stadt Szikszó ist 17 km von Kupa entfernt.